# Nuzar
Nuzar (Qualea) je rod rostlin z čeledi kýlatcovité. Jsou to opadavé nebo stálezelené dřeviny se vstřícnými listy. Květy jsou dosti nápadné, zajímavé tím, že mají pouze 1 korunní lístek a 1 tyčinku. Rod zahrnuje asi 60 druhů a vyskytuje se v tropické Americe. Některé druhy jsou těženy pro dřevo, mají význam v místní medicíně nebo se vysazují jako okrasné dřeviny.

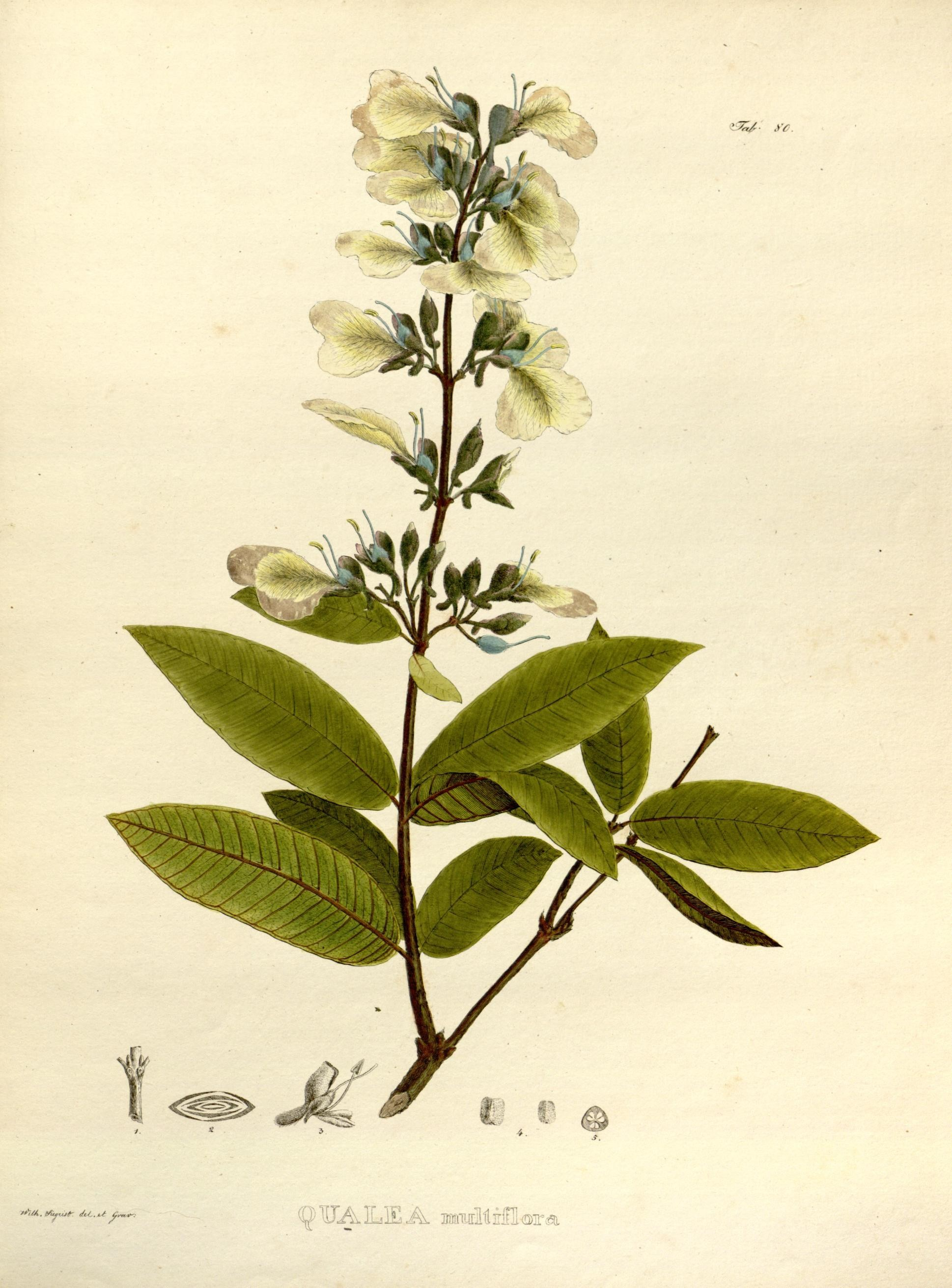
Kresba Q. multiflora z roku 1824

## Popis
Nuzary jsou stálezelené nebo opadavé stromy dorůstající výšek až okolo 40 metrů, řidčeji keře. Listy jsou většinou vstřícné, řidčeji přeslenité nebo výjimečně střídavé, řapíkaté. Žilnatina je zpeřená, postranní žilky jsou u většiny druhů velmi husté a paralelní. Palisty jsou přítomny v podobě drobných žlázek. Květy jsou dvoustranně souměrné, uspořádané v latách složených z vijanů nebo vrcholíků, řidčeji jednotlivé a úžlabní. Kalich je pětičetný, tvořený nestejnými laloky. Jeden z laloků kalicha je zvětšený, na bázi se zahnutou, někdy vakovitou ostruhou. Koruna je bílá, žlutá, růžová nebo modrá, opadavá, tvořená jediným korunním lístkem, který může být až 6 cm široký (Q. schomburgkiana). Korunní lístek bývá široký, na bázi nehetnatý, obvejčitý až obsrdčitý. Někdy jsou také přítomny rudimenty ostatních korunních lístků v podobě 0,5 až 1 mm dlouhých struktur. Tyčinka je jediná, někdy jsou přítomna i drobounká staminodia. Semeník je svrchní, srostlý ze 3 plodolistů a se stejným počtem komůrek obsahujících po 4 až 24 vajíčkách. Plodem je tobolka pukající 3 chlopněmi. Semena mají jednostranné křídlo.

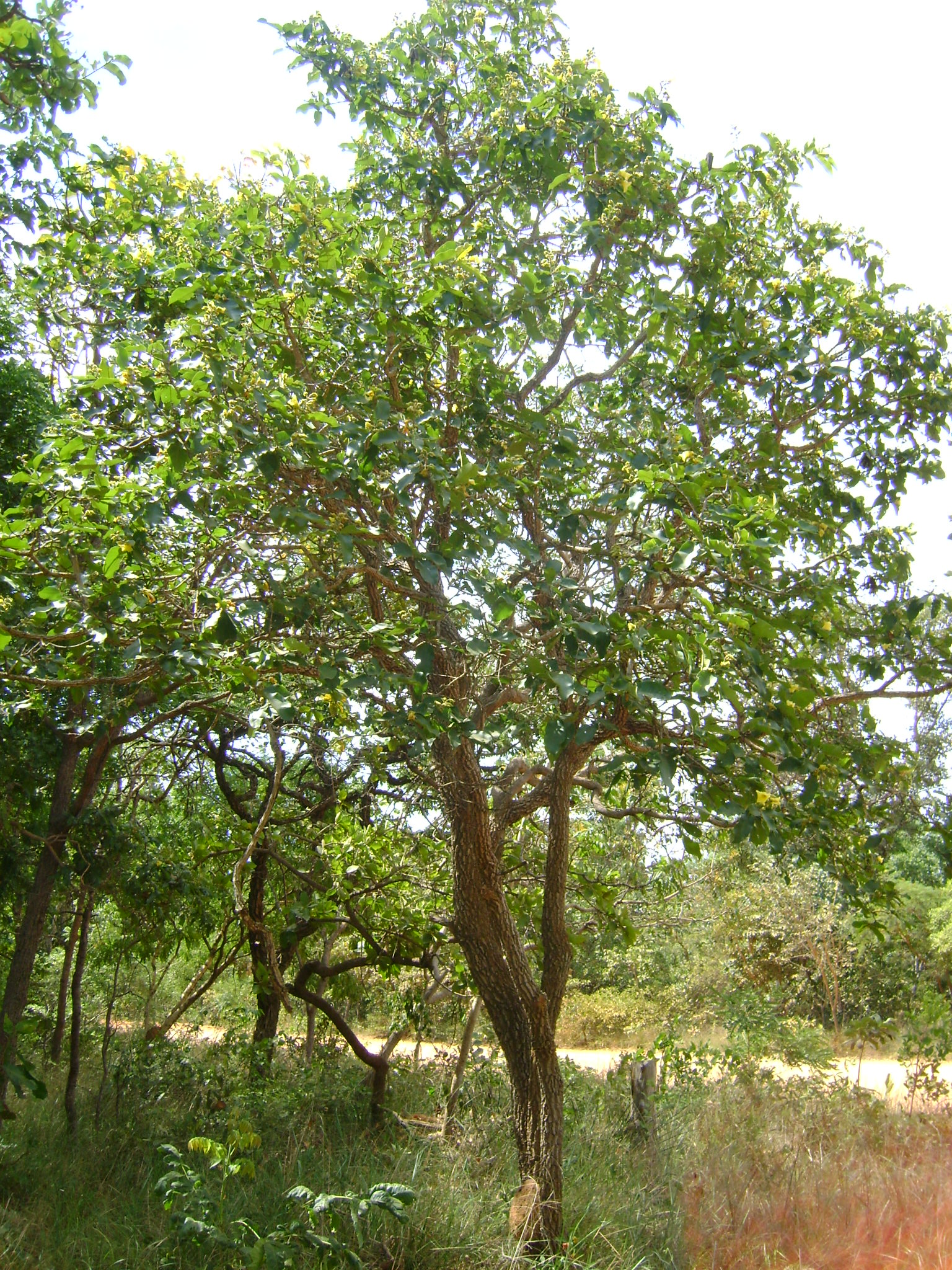
Nuzar Qualea grandiflora
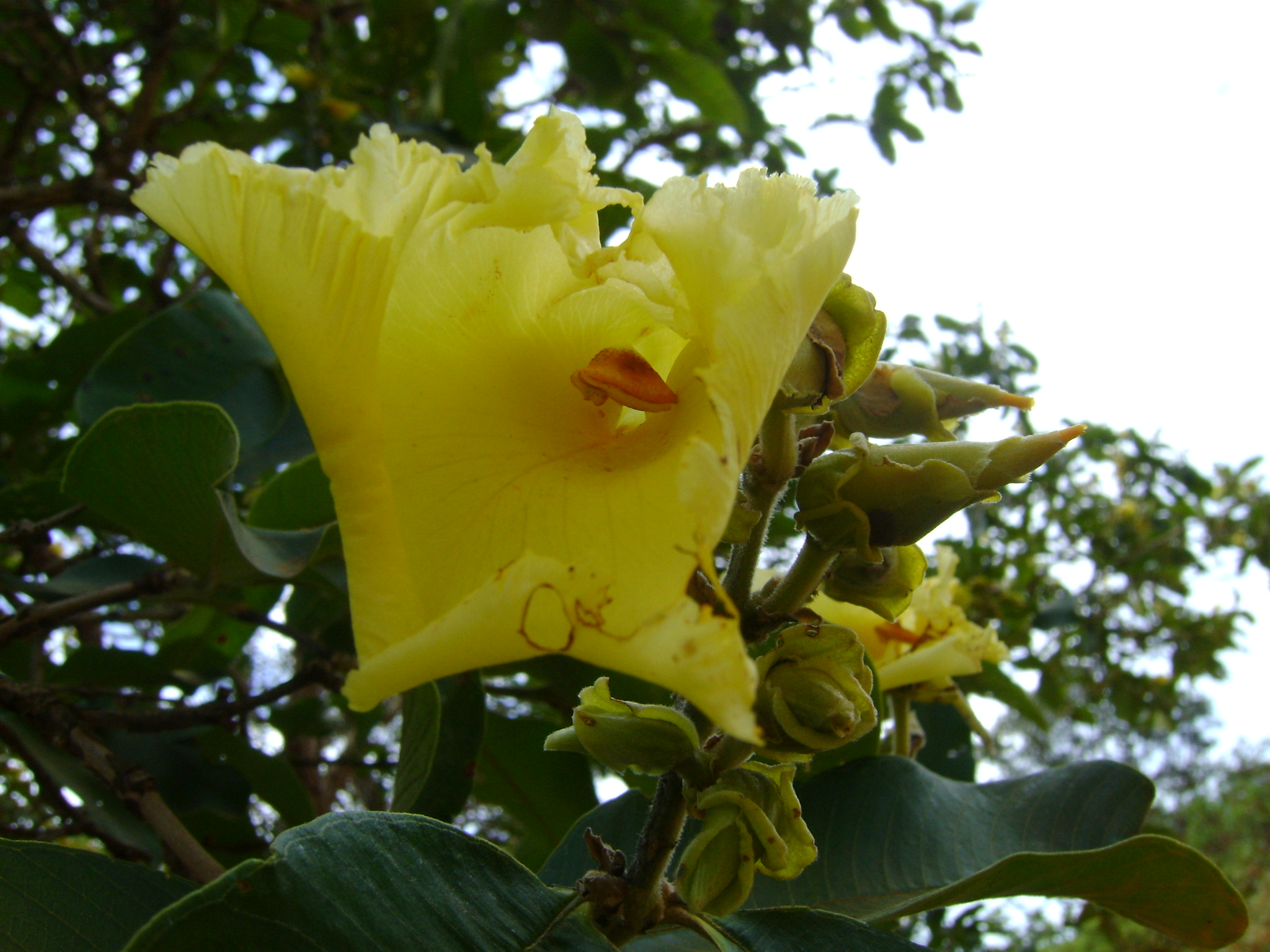
Květ Q. grandiflora
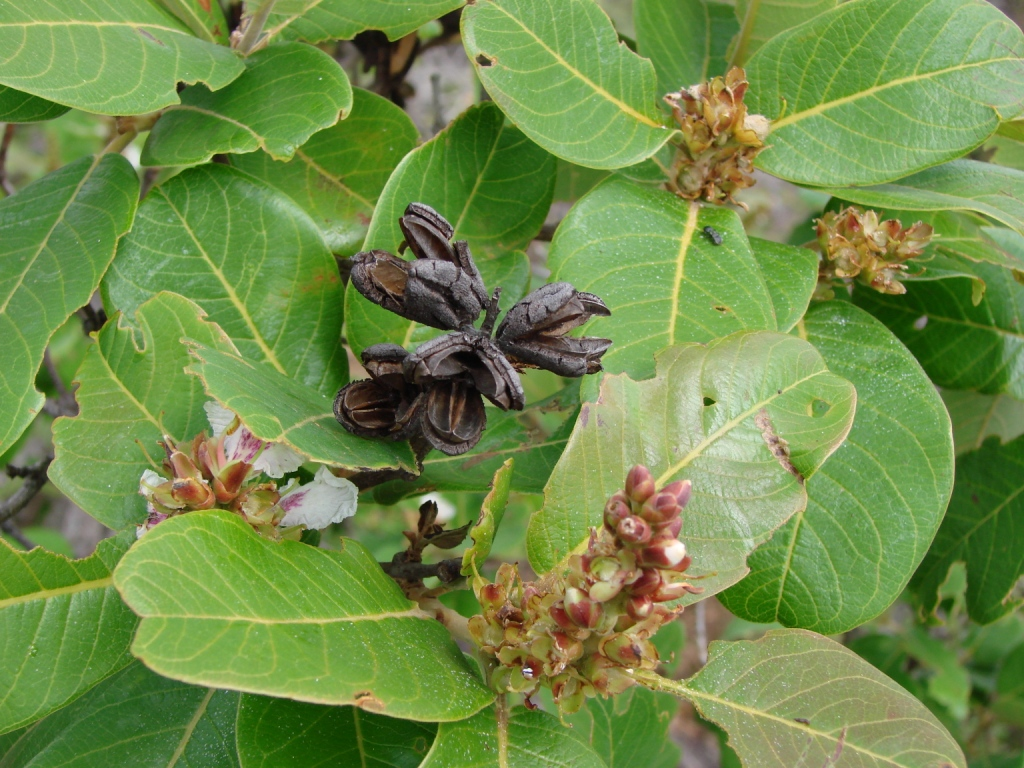
Větve Q. dichotoma s květy a plody
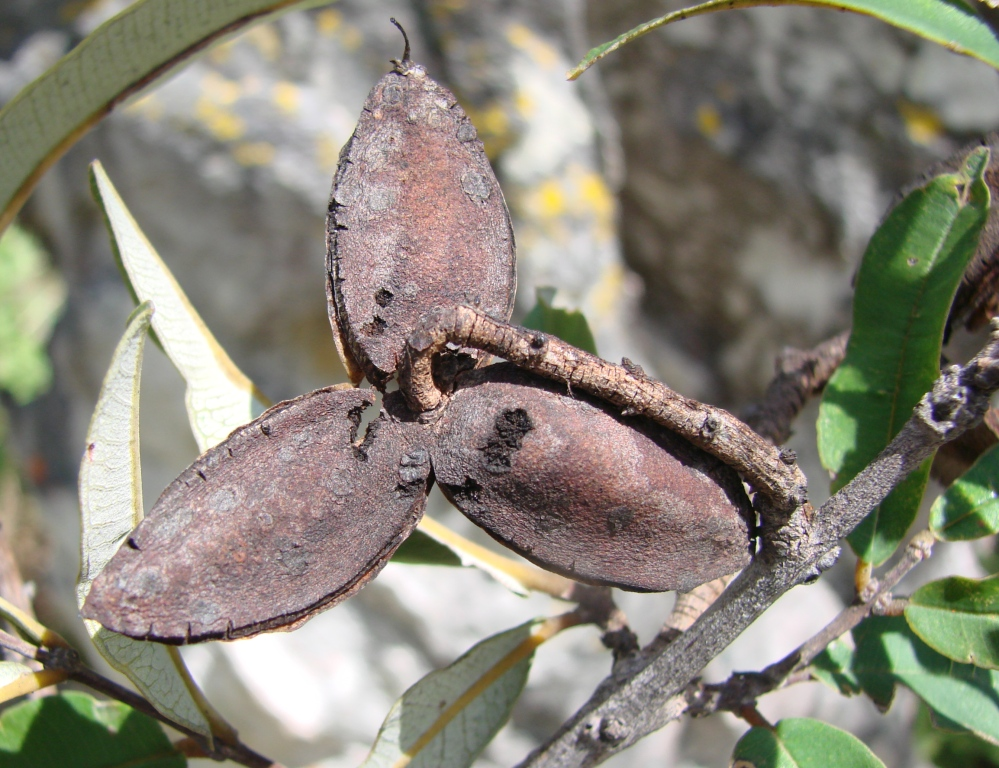
Puklá tobolka Q. parviflora

## Rozšíření
Rod zahrnuje asi 56 až 66 druhů. Je rozšířen v tropické Americe od Panamy a Guyany po Brazílii, Bolívii a Paraguay. Nuzary nejčastěji rostou v nížinných a nižších horských tropických deštných lesích, a to zejména v blízkosti řek, případně v poříčních galeriových lesích na savanách nebo v poloopadavých lesích. Řada druhů roste také v brazilském biotopu cerrado.

## Význam
Jádrové dřevo nuzarů je růžově hnědé nebo červenohnědé, řidčeji olivově hnědé, u některých druhů výrazně barevně odlišné od šedavé nebo žlutavé běli. U některých druhů je dosti trvanlivé. V Guyaně se obchoduje pod názvem gronfoeloe. Má spíše omezený význam a je používáno na různé stavby a konstrukce, podlahy, v truhlářství a na dýhy. Vzhledem k obsahu oxidu křemičitého dochází při jeho opracování k otupování obráběcích nástrojů. Druh Q. parviflora má měkké a lehké dřevo, které se používá k výrobě kánoí.
Nálev z borky Q. grandiflora a Q. parviflora má antiseptické účinky, čaj z listů se používá při pálení žáhy.
Některé druhy se v tropické Americe vysazují jako okrasné a pouliční stromy, mezi jinými Q. dichotoma, Q. grandiflora, Q. megalocarpa, Q. multiflora a Q. parviflora. Druhy Q. dichotoma, Q. paraensis a Q. multiflora se také používají k zalesňování degradovaných ploch.